# European Cooperation for Space Standardization
ECSS (ang. European Cooperation for Space Standarization) to europejska organizacja definiująca standardy na użytek inżynierii kosmicznej.